# Sorterup Sogn
Sorterup Sogn 
ist eine Kirchspielsgemeinde (dän.: Sogn)
auf der Insel Sjælland im südlichen Dänemark.
Bis 1970 gehörte sie zur Harde Slagelse Herred im damaligen Sorø Amt, danach zur Slagelse Kommune im Vestsjællands Amt, die im Zuge der  Kommunalreform zum 1. Januar 2007 in der „neuen“ Slagelse Kommune in der Region Sjælland aufgegangen ist.
Im Kirchspiel leben 351 Einwohner (Stand: 1. Januar 2023).
Im Kirchspiel liegt die Kirche „Sorterup Kirke“.
Nachbargemeinden sind im Süden Kindertofte Sogn und Ottestrup Sogn, im Südwesten Gudum Sogn, im Nordwesten Gudum Sogn und im Norden Nordrupvester Sogn, ferner in der östlich benachbarten Sorø Kommune Bromme Sogn.